# Zegarek elektroniczny

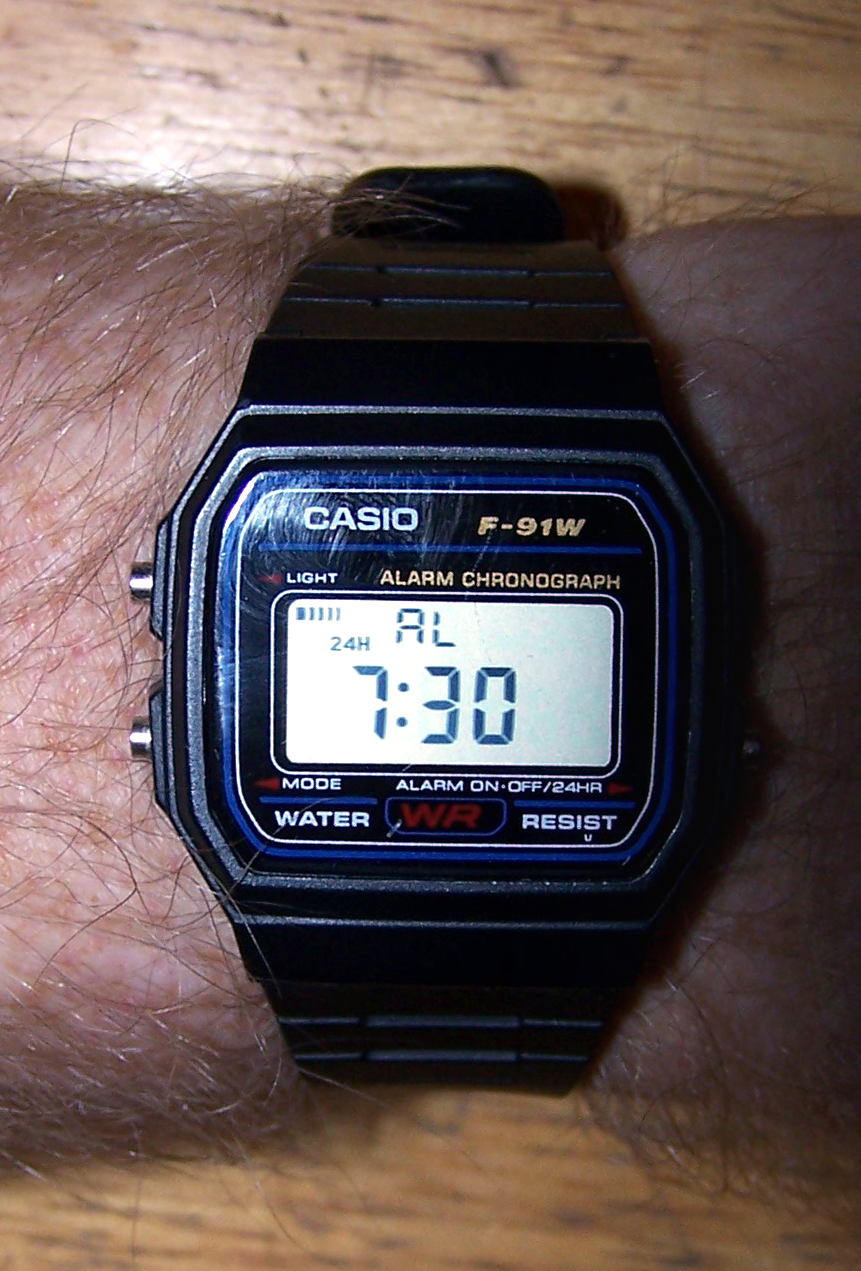
Zegarek elektroniczny Casio F91W

Zegarek elektroniczny – naręczny zegar cyfrowy wyposażony w wyświetlacz siedmiosegmentowy LED lub – obecnie najczęściej – wyświetlacz ciekłokrystaliczny (LCD). Jest to cyfrowy zegar kwarcowy najczęściej z małą baterią jako źródłem zasilania prądem. Dodatkowymi funkcjami zegarka elektronicznego są melodyjki, stoper, kalkulator, czasem też gry elektroniczne. Znani producenci to firmy Montana, Casio, Citizen, Sanyo, Seiko, Timex oraz Integral, do tej pory produkujący zegarki na Białorusi, marki Elektronika, które były popularne za czasów ZSRR.
Pierwszy zegarek elektroniczny na świecie, Pulsar P1 Limited Edition, wyprodukowała firma Hamilton Watch Company w 1972 roku. Naręczne zegarki elektroniczne produkowane były również w Polsce w latach 70. i 80. XX w. przez firmę Warel – były to modele z serii DW (z wyświetlaczem LED) oraz Unitron (z wyświetlaczem LCD).

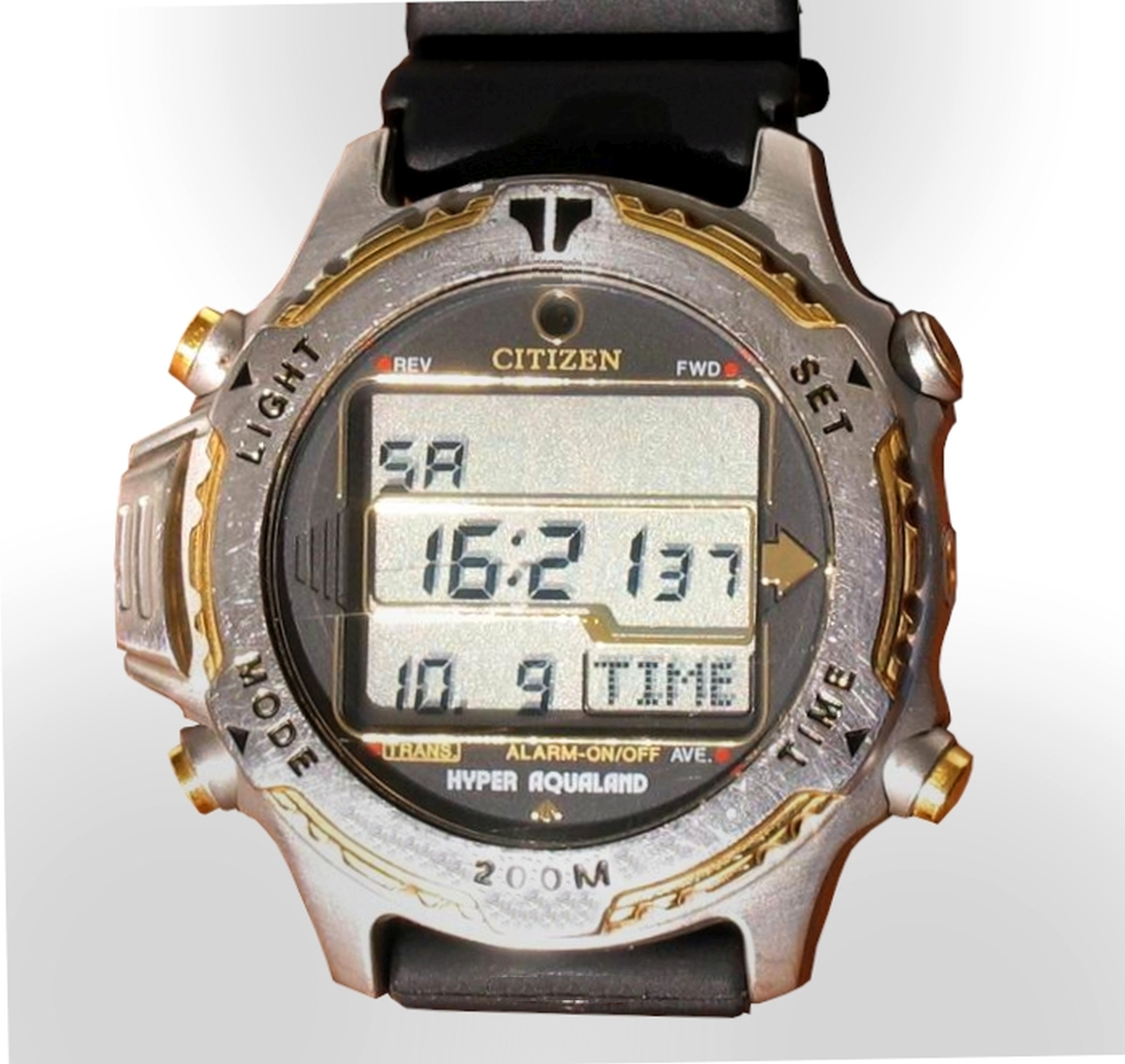
Zegarek firmy Citizen
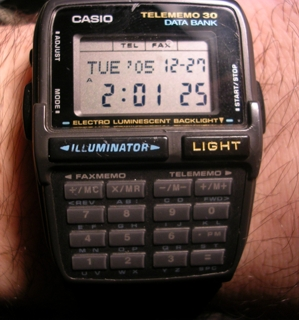
Zegarek elektroniczny z wbudowanym kalkulatorem
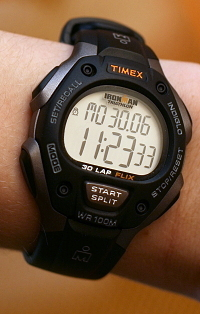
Zegarek elektroniczny firmy Timex
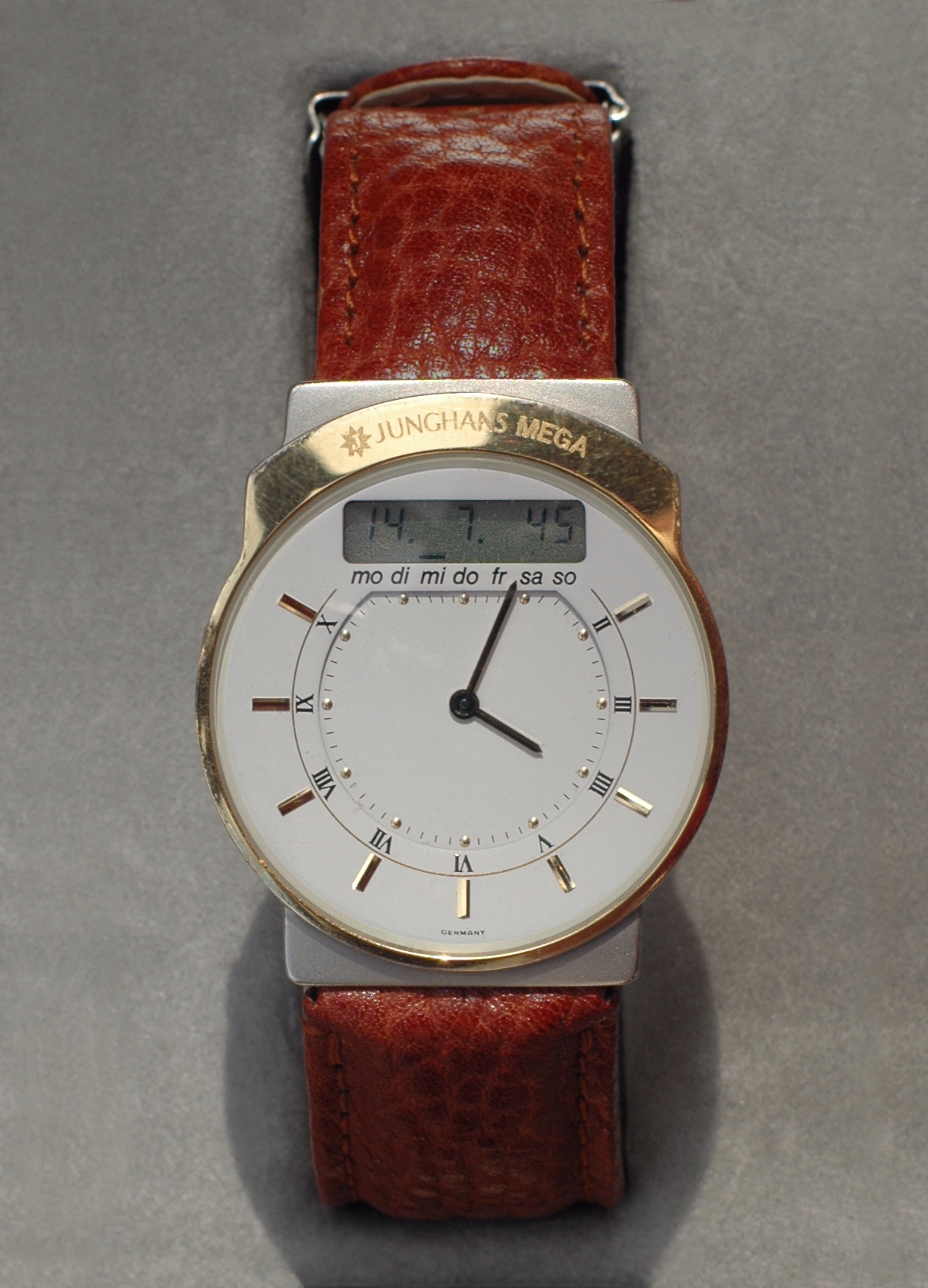
Zegar synchronizowany falami radiowymi (DCF77), Junghans Mega
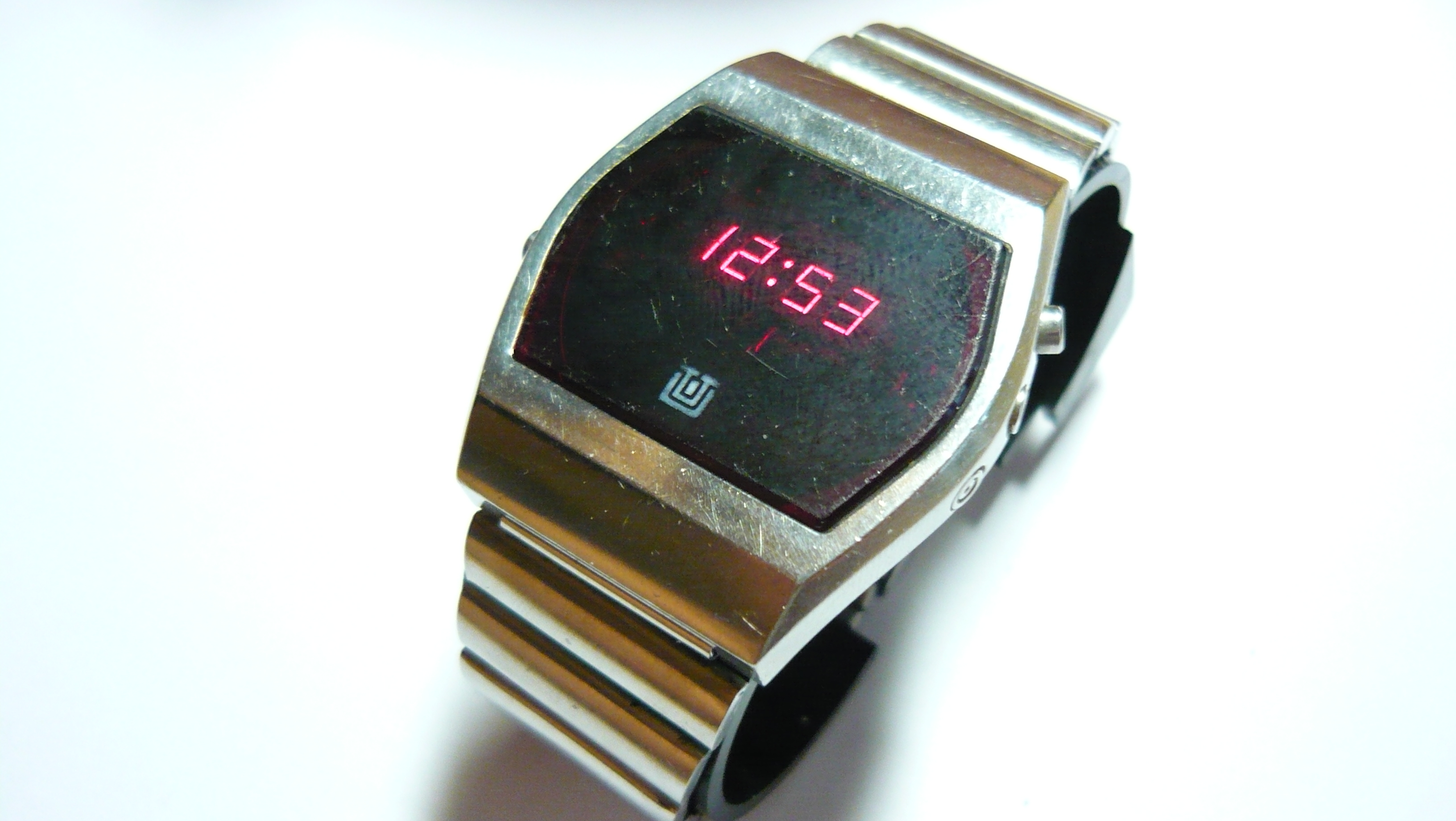
Zegarek LED Unitra Warel